# Linie 7 der Pariser Straßenbahn
| Karte |                      |                              |                              |
| Streckenlänge: | 11,2 km              |                              |                              |
| Spurweite: | 1435 mm (Normalspur) |                              |                              |
| |                      |                              |                              |
| Eröffnung: | 2013                 |                              |                              |
| Stationen: | 18                   |                              |                              |
| \| \| \| Villejuif–Louis Aragon ( 1) \| \| \| \| \| Lamartine \| \| \| \| \| Domaine Chérioux \| \| \| \| \| Depot \| \| \| \| \| Moulin Vert \| \| \| \| \| Bretagne \| \| \| \| \| Auguste Perret \| \| \| \| \| Chevilly-Laure \| \| \| \| \| La Belle Épine \| \| \| \| \| Place de la Logistique \| \| \| \| \| Porte de Rungis \| \| \| \| \| Saarinen \| \| \| \| \| Robert Schuman \| \| \| \| \| La Fraternelle \| \| \| \| \| Hélène Boucher (Orlytech) \| \| \| \| \| Caroline Aigle \| \| \| \| \| Cœur d’Orly \| \| \| \| \| Aéroport d’Orly OrlyVal ( 1) \| \| \| \| \| \| \| \| \| \| Porte de l’Essonne \| \| \| \| \| Le Contin \| \| \| \| \| Stade Delaune \| \| \| \| \| Pyramide \| \| \| \| \| Observatoire \| \| \| \| \| Maréchal Leclerc \| \| \| \| \| Juvisy-sur-Orge \| \| 1 geplant |                      |                              |                              |
| U-Bahn-Kopfbahnhof Streckenanfang |                      | Villejuif–Louis Aragon ( 1)  | Villejuif–Louis Aragon ( 1)  |
| U-Bahn-Haltepunkt / Haltestelle |                      | Lamartine                    | Lamartine                    |
| U-Bahn-Haltepunkt / Haltestelle |                      | Domaine Chérioux             | Domaine Chérioux             |
| U-Bahn-Abzweig geradeaus, nach links und von links · U-Bahn-Betriebsstelle Streckenende und quer |                      | Depot                        | Depot                        |
| U-Bahn-Haltepunkt / Haltestelle |                      | Moulin Vert                  | Moulin Vert                  |
| U-Bahn-Haltepunkt / Haltestelle |                      | Bretagne                     | Bretagne                     |
| U-Bahn-Haltepunkt / Haltestelle |                      | Auguste Perret               | Auguste Perret               |
| U-Bahn-Haltepunkt / Haltestelle |                      | Chevilly-Laure               | Chevilly-Laure               |
| U-Bahn-Bahnhof |                      | La Belle Épine               | La Belle Épine               |
| U-Bahn-Haltepunkt / Haltestelle |                      | Place de la Logistique       | Place de la Logistique       |
| U-Bahn-Haltepunkt / Haltestelle |                      | Porte de Rungis              | Porte de Rungis              |
| U-Bahn-Haltepunkt / Haltestelle |                      | Saarinen                     | Saarinen                     |
| U-Bahn-Bahnhof |                      | Robert Schuman               | Robert Schuman               |
| U-Bahn-Haltepunkt / Haltestelle |                      | La Fraternelle               | La Fraternelle               |
| U-Bahn-Haltepunkt / Haltestelle |                      | Hélène Boucher (Orlytech)    | Hélène Boucher (Orlytech)    |
| U-Bahn-Haltepunkt / Haltestelle |                      | Caroline Aigle               | Caroline Aigle               |
| U-Bahn-Bahnhof |                      | Cœur d’Orly                  | Cœur d’Orly                  |
| U-Bahn-Haltepunkt / Haltestelle Tunnelanfang |                      | Aéroport d’Orly OrlyVal ( 1) | Aéroport d’Orly OrlyVal ( 1) |
| U-Bahn-Tunnelende |                      |                              |                              |
| U-Bahn-Kopfbahnhof Strecke ab hier außer Betrieb |                      | Porte de l’Essonne           | Porte de l’Essonne           |
| U-Bahn-Haltepunkt / Haltestelle (Strecke außer Betrieb) |                      | Le Contin                    | Le Contin                    |
| U-Bahn-Haltepunkt / Haltestelle (Strecke außer Betrieb) |                      | Stade Delaune                | Stade Delaune                |
| U-Bahn-Haltepunkt / Haltestelle (Strecke außer Betrieb) |                      | Pyramide                     | Pyramide                     |
| U-Bahn-Haltepunkt / Haltestelle Streckenanfang und Streckenende (Strecke außer Betrieb) (im Tunnel) |                      | Observatoire                 | Observatoire                 |
| U-Bahn-Haltepunkt / Haltestelle (Strecke außer Betrieb) |                      | Maréchal Leclerc             | Maréchal Leclerc             |
| U-Bahn-Kopfbahnhof Streckenende (Strecke außer Betrieb) |                      | Juvisy-sur-Orge              | Juvisy-sur-Orge              |

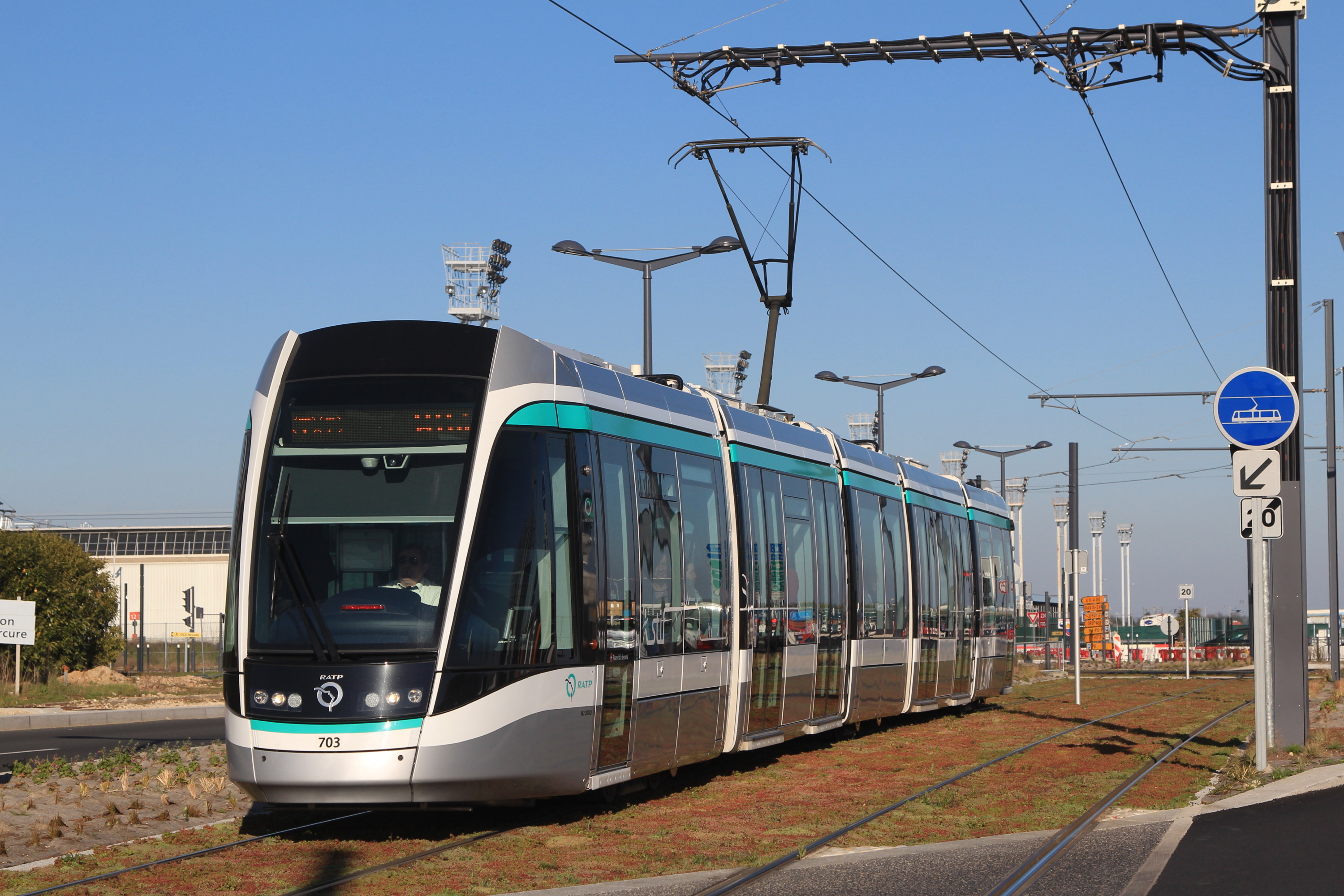
Zug auf der T7 zwischen Coeur d’Orly und Flughafen Orly

Die Linie T7 der Straßenbahn Île-de-France stellt eine Verlängerung der Métrolinie 7 in die südliche Île-de-France dar. Sie verläuft von der Endstation Villejuif–Louis Aragon der Métro 7 in südlicher Richtung bis Porte de l’Essonne (Athis-Mons).
Diese Strecke wurde am 16. November 2013 für den öffentlichen Verkehr freigegeben.
Damit wurden Orte mit starkem Personenverkehr, wie z. B. der Großmarkt Rungis (Marché international de Rungis) oder der Flughafen Paris-Orly, besser an die Hauptstadt und die südliche Île-de-France angebunden.
Zur Fahrt vom und zum Flughafen reicht ein einfaches T+-Ticket.
Seit 2023 ist die 3,7 km lange Verlängerung der Strecke vom Bahnhof Athis-Mons bis zum Bahnhof von Juvisy-sur-Orge in Bau. Die Eröffnung ist für Mitte 2030 geplant.

## Geschichte

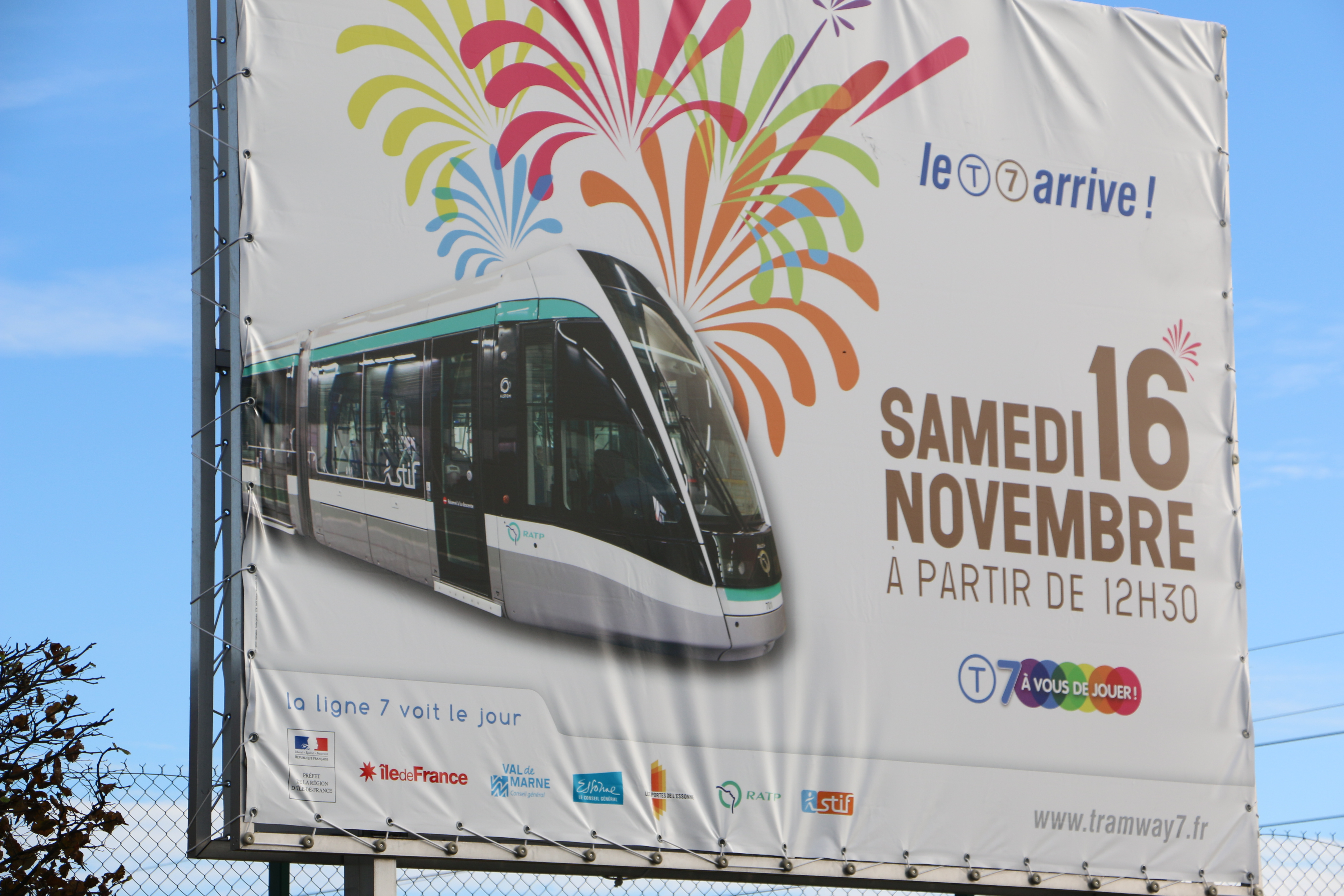
Eine Werbebanner kündigt die baldige Eröffnung der Linie an (November 2013)

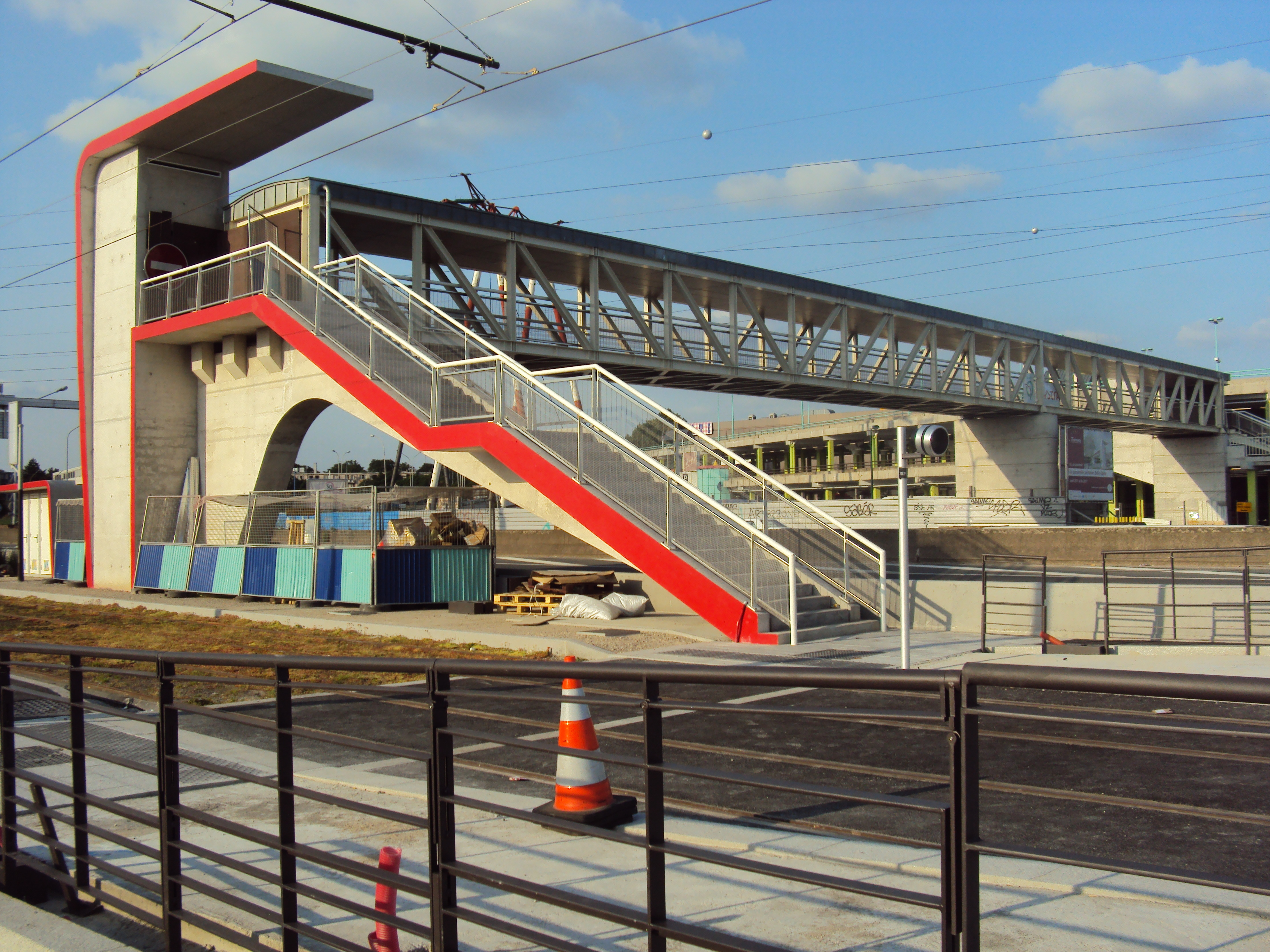
Eine Fußgängerbrücke stellt die Verbindung her zwischen Haltestelle Belle Épine und gleichnamigem Einkaufszentrum

### Planung
Erste Absprachen mit den beteiligten Gebietskörperschaften fanden bereits im Herbst 2000 statt. Zwei Jahre später gab das STIF seine grundsätzliche Zustimmung. Im Winter 2003/04 wird eine öffentliche Anhörung durchgeführt. Im Dezember 2006 stimmte das STIF den inzwischen getroffenen finanziellen Vereinbarungen zu.
Im Februar 2009 erhielt die Linie die offizielle Nummer „7“.

### Bau
Erste vorbereitende Bauarbeiten fanden im Zeitraum von Februar 2009 bis Sommer 2011 statt. Es handelte sich hier um Verlegung von Versorgungsleitungen, Baumfällarbeiten, Anpassung der Verkehrsführung, Einrichtung von Fußgängerinseln.
Ab Ende Juni 2011 wurden die ersten Schienen verlegt, nachdem bereits Anfang des gleichen Jahres die Auftragsvergabe für die Fahrzeuge erfolgt war.
Nach Abschluss der Bauarbeiten und ca. ein Jahr nach der Lieferung der ersten Fahrzeuge wurden auf den fertiggestellten Teilstrecken Probefahrten durchgeführt, seit Mitte Oktober 2013 dann auf der Gesamtstrecke und unter Berücksichtigung des Fahrplans – allerdings noch ohne Fahrgäste. Am 16. November 2013 wurde der reguläre Betrieb aufgenommen.

## Streckenverlauf
Die Haltestellen von Norden nach Süden:
| Tramlinie T7                             | Tramlinie T7                                       | Tramlinie T7 |
| Station                                  | Gemeinde(n)                                        | Umstieg zu   |
| ---------------------------------------- | -------------------------------------------------- | ------------ |
| Villejuif–Louis Aragon                   | Villejuif                                          | M 07         |
| Lamartine                                | Villejuif                                          |              |
| Domaine Chérioux                         | L’Haÿ-les-Roses, Vitry-sur-Seine                   |              |
| Moulin Vert                              | Chevilly-Larue, Vitry-sur-Seine                    |              |
| Bretagne                                 | Chevilly-Larue                                     |              |
| Auguste Perret                           | Chevilly-Larue, Thiais                             |              |
| Chevilly-Laure (ehemals Porte de Thiais) | Chevilly-Larue, Thiais                             | Tvm          |
| La Belle Épine                           | Rungis, Thiais                                     |              |
| Place de la Logistique                   | Rungis                                             |              |
| Porte de Rungis                          | Rungis                                             |              |
| Saarinen                                 | Rungis                                             |              |
| Robert Schumann                          | Rungis                                             |              |
| La Fraternelle                           | Rungis                                             | RER C        |
| Hélène Boucher                           | Paray-Vieille-Poste                                |              |
| Caroline Aigle                           | Orly                                               |              |
| Cœur d’Orly                              | Orly                                               |              |
| Aéroport d’Orly                          | Paray-Vieille-Poste                                | Orlyval      |
| Porte de l’Essonne                       | Athis-Mons, Villeneuve-le-Roi, Paray-Vieille-Poste |              |

Der erste Teilabschnitt ist 11,2 km lang. Alle 18 Haltestellen sind behindertengerecht ausgebaut. Die Linie soll den Verkehr innerhalb der Vororte erleichtern und folgt im Wesentlichen der Nationalstraße N 7, die übrigens zur Departementalstraße D 7 herabgestuft wurde. Sie verlässt die Nord-Süd-Richtung nur im mittleren Streckenabschnitt um die Anbindung wichtiger Orte zu gewährleisten: Großmarkt Rungis, Gewerbegebiete Rungis und SILIC mit 350 Unternehmen und 16.000 Arbeitsplätzen, Einkaufszentren, RER-Bahnhof und Flughafen Orly. Die Stromversorgung wird durch sechs Transformatorenunterwerken sichergestellt.
Längs der Strecke werden in großer Anzahl Pinien und Steineichen gepflanzt. So weit wie möglich wird die Strecke als Rasengleis ausgeführt, bepflanzt mit Sedum (Fetthenne), eine Pflanze die kaum Pflege verlangt.

## Verlängerung

Übersichtsplan inklusive der Verlängerung nach Juvisy.

Eine Verlängerung der Strecke um 3,7 km nach Süden wird die Linie bis zum Bahnhof Juvisy führen. Dabei führt die Strecke durch einen 900 m langen Tunnel. Der Beginn der Bauarbeiten war für Mitte 2015 vorgesehen, die Aufnahme des Verkehrs im Jahr 2018. Die ersten vorbereitenden Bauarbeiten haben 2023 begonnen, die Eröffnung ist für Mitte 2030 geplant. Insgesamt entstehen sechs neue Haltestellen, eine davon unterirdisch in 17 m Tiefe.

## Zukünftige Anbindungen an das Métronetz
Bis zur Verlängerung der Linie 14 im Süden Mitte 2024 gab es zum Métronetz nur die Umsteigemöglichkeit zur Linie 7 an der Haltestelle Villejuif–Louis-Aragon. Seitdem besteht ein Übergang zur Linie 14 an zwei Stationen: an der neuen Endstation der Métro, dem Flughafen Orly und der Station Chevilly-Larue, welche dafür umbenannt wurde (ehem. Porte de Thiais).
Später kommen im Rahmen des Grand Paris Express weiter Umstiegsmöglichkeiten hinzu:
Ab Ende 2025 entsteht eine Station der Linie 15 an der Haltestelle Villejuif–Louis-Aragon.
Erst später, voraussichtlich 2027, wird es an der Haltestelle Aéroport d’Orly mit der Linie 18 eine weitere Métroverbindung geben.

## Die Fahrzeuge
Auf der Strecke werden – wie auf der Linie T8 – 19 niederflurige Straßenbahnen des Typ Alstom Citadis 302 eingesetzt. Diese Zweirichtungsfahrzeuge sind jeweils 32 m lang und bieten 200 Fahrgästen Platz, darunter sind 54 Sitzplätze. In den Hauptverkehrszeiten fahren die Züge im 5-Minuten-Takt.
Nach Ausbau des 2. Teilabschnitts kommen 30 Gliederzüge zum Einsatz. Der Taktintervall soll dann auf vier Minuten verkürzt werden.

## Betriebshof

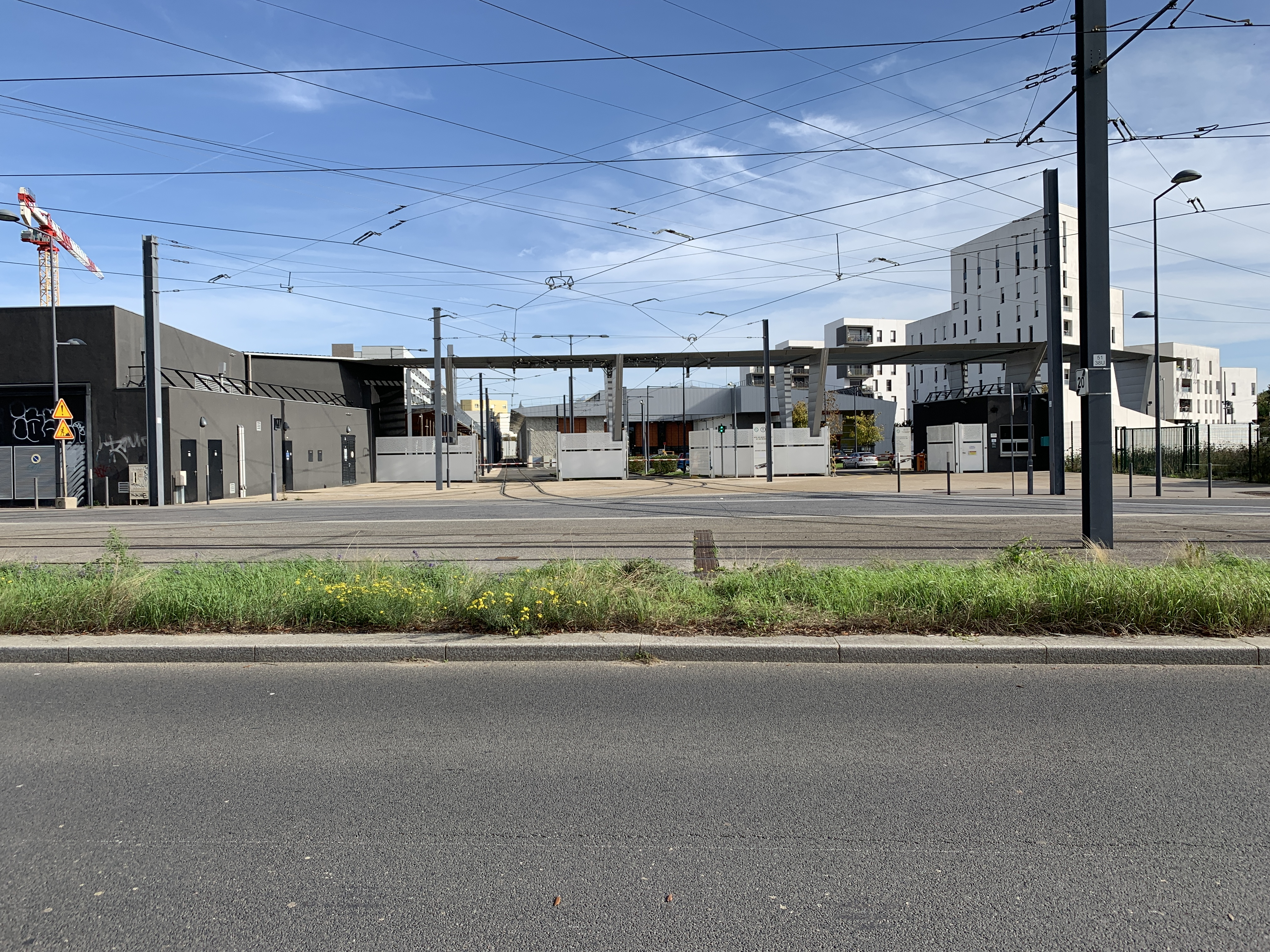
Die Einfahrt in den Betriebshof Vitry-sur-Seine.

Für den Unterhalt und das Abstellen der Fahrzeuge wurde ein 24.000 m² großes Gelände im Bereich von Vitry-sur-Seine erworben. Hier wurde ein Verwaltungs- und Technikzentrum errichtet, welches alle wichtigen Funktionen zum Betrieb einer Straßenbahnlinie erfüllt: Einsatzleitstelle, Büros, Schulungsräume, Werkstätten, Zugwaschanlage, Abstellgleise. Die Gebäude wurden nach den modernsten Anforderungen gebaut und können durch die Qualität ihrer Wärmedämmung, Verwendung des Regenwassers, Abwasserrecycling. als „Bâtiment Basse Consommation“ (Niedrigenergiehaus) eingestuft werden.